# Bizeux Rock
Der Bizeux Rock (französisch Rocher Bizeux) ist eine 150 m lange Insel vor der Küste des ostantarktischen Adélielands. Sie liegt 150 m östlich der Île des Manchots und unmittelbar nordöstlich des Kap Margerie.
Teilnehmer einer französischen Antarktisexpedition benannten die Insel im Zuge einer Kartierung im Jahr 1950 nach der Insel Rocher de Bizeux in der Mündung der Rance in der Bretagne. Das Advisory Committee on Antarctic Names übertrug die französische Benennung im Jahr 1962 ins Englische.